# 新梅斯托
新梅斯托（意思為「新鎮」；德語： 或 ，亦作），是斯洛文尼亚南部新梅斯托城市市鎮内的城市及其行政中心，与克罗地亚接壤。當地通常被認定是下卡尼奧拉传统区域的經濟與文化中心。在2006年4月7日，新梅斯托成為了天主教新梅斯托教区的所在地，该教区是盧布爾雅那總教區的下属教区。

## 歷史
新梅斯托是在1365年4月7日建立，創建者是哈布斯堡的奥地利大公魯道夫命名四世。這鎮的原名是叫“Rudolfswert” 。
在第一次世界大戰及奧地利匈牙利帝国分裂之後， 這鎮就正式地被稱為“新梅斯托”（「新鎮」之意）。
美国前第一夫人梅拉尼娅·特朗普1970年就出生在此。

## 就業
新梅斯托市镇活躍人口为19,579，其中2,118人失業。2003年8月，平均總月工資为263,432托拉爾。

## 姐妹城市
- 俄羅斯新羅西斯克
- 德国朗根哈根
- 中国宜兴
- 比哈奇
- 斯洛伐克特爾納瓦
- 波蘭托倫
- 蒙特內哥羅新海爾采格
- 塞爾維亞弗爾沙茨
- 塞爾維亞萊斯科瓦茨
- 義大利布雷西亞
- 西班牙佩內德斯

## 外部連結
- 新梅斯托城市市鎮官方网站 （页面存档备份，存于） （斯洛文尼亚文）
- Novo mesto on Geopedia （页面存档备份，存于）